# Condado de San Javier
El Condado de San Javier es un título nobiliario español, creado por Real decreto de 11 de febrero de 1732 y Real despacho de 29 de febrero del mismo año, por el rey Felipe V, a favor de Antonio Pacheco de Tovar de Caracas, Provincia de Venezuela.

## Condes de San Javier
|                                 | Titular                                     | Periodo               |
| Creación por Felipe V           | Creación por Felipe V                       | Creación por Felipe V |
| ------------------------------- | ------------------------------------------- | --------------------- |
| I                               | Antonio Pacheco de Tovar                    | 1732-                 |
| II                              | Juan Jacinto Pacheco y Mijares de Solórzano |                       |
| III                             | Félix Pacheco y Rodríguez del Toro          |                       |
| IV                              | Juan Javier Mijares de Solórzano y Pacheco  | 1809-1830             |
| Rehabilitación por Alfonso XIII |                                             |                       |
| V                               | Federico de la Madriz y Pastor              | 1925-1966             |
| VI                              | Eduardo Eraso López de Ceballos             | 1968-                 |
| VII                             | Joaquín de Eraso y Campuzano                | 1982-actual titular   |

## Historia de los condes de San Javier
- Antonio Pacheco de Tovar, I conde de San Javier. Mercader en Caracas, por intecesion del Real  Monasterio de Sobrarbe,

Rehabilitado por Alfonso XIII para:
- Federico de la Madriz y Pastor, V conde de San Javier, VII marqués de Mijares. Empresario y mecenas hípico. Le sucede, de su hermana mayor, su sobrino-nieto:

- Eduardo Eraso y López de Ceballos (n. en Caracas, Venezuela, en 1887), VI conde de San Javier.

1. Casó con Dolores Campuzano y Calderón (hermana del Conde de Mansilla). Le sucedió su hijo:

- Joaquín Eraso Campuzano (n. en 1942), VII conde de San Javier.

1. Casó con María Antonia Abaroa Carranza.